# Mari Rantasila
Pour les articles homonymes, voir Rantasila.
 (janvier 2023).
Si vous disposez d'ouvrages ou d'articles de référence ou si vous connaissez des sites web de qualité traitant du thème abordé ici, merci de compléter l'article en donnant les références utiles à sa vérifiabilité et en les liant à la section « Notes et références ».
 (janvier 2023).
Ritva Leena Mari Rantasila (née le 7 janvier 1963 à Pori) est une actrice, réalisatrice et chanteuse finlandaise.

## Biographie
Mari Rantasila étudie à l'École supérieure de théâtre d'Helsinki notamment avec le professeur Jouko Turkka.
En 1987, elle obtient une maîtrise en théâtre.

## Actrice

### Films
| Année | Titre                     | Rôle                 |
| ----- | ------------------------- | -------------------- |
| 1983  | Apinan vuosi              | camarade de classe   |
| 1985  | Calamari Union            | employé de l'hôtel   |
| 1986  | Varjoja paratiisissa      | sœur de Nikanderi    |
| 1987  | Hamlet liikemaailmassa    | Helena, servante     |
| 1987  | Macbeth                   | chanteuse            |
| 1988  | Lauran huone              | Laura Silvennoinen   |
| 1990  | Ameriikan raitti          | Kaisu, femme d'Erkki |
| 1992  | Veturimiehet heiluttaa    | femme d'Happa        |
| 1995  | Suolaista ja makeaa       | Amorin ääni          |
| 1998  | Säädyllinen murhenäytelmä | Adan piika           |
| 2000  | Sano Oili vaan            | Oili Lumme           |
| 2000  | Lakeuden kutsu            | Kaisu Hakala         |
| 2001  | Don’t Push the River      | Kirsti               |
| 2003  | Raid                      | Tarja                |
| 2004  | Nyrölä 3                  | Eija Sillanpää       |
| 2005  | Eläville ja kuolleille    | Leena                |
| 2007  | Aavan meren tällä puolen  | Sirkka               |
| 2008  | Suuri performanssi        | Anastasia Ihalainen  |
| 2013  | Ainoat oikeat             | Sari Miettinen       |
| 2015  | Lovemilla                 | Malla                |
| 2015  | Henkesi edestä            | Hanna Tirronen       |
| 2016  | Jättiläinen               | Paula Lehtomäki      |
| 2017  | Linnan juhlat             | infirmière           |
| 2017  | Joulumaa                  | Ulli                 |
| 2020  | Nimby                     | Kaisa Hirvi          |

### Séries télévisées
| Année                | Série                | Rôle                 |
| -------------------- | -------------------- | -------------------- |
| 1987                 | Tiikerihai           | NC                   |
| 1989                 | Seitsemän veljestä   | Venla                |
| 1991                 | Pakanamaan kartta    | Helena               |
| 1994                 | Milkshake            | Elisa                |
| 1994                 | Kummeli              | artiste invité       |
| 1995–2001 2008, 2009 | Kotikatu             | Seija Jaakkola       |
| 1998                 | Nahkiaiset           | NC                   |
| 1996                 | Lihaksia ja luoteja  | Ulrike               |
| 1996                 | Pimeän hehku         | Riitta Salo-Belowsky |
| 2000                 | Raid                 | Tarja Piirainen      |
| 2001                 | Mankeli              | artiste invité       |
| 2001                 | Don’t Push the River | Kirsti               |
| 2004                 | Miehen sydän         | Raija                |
| 2007                 | Jako kahteen         | mère                 |
| 2013                 | #lovemilla           | mère de Milla        |
| 2015                 | Syke                 | mère de Jesse        |
| 2015                 | Downshiftaajat       | comptable            |
| 2016                 | Kynsin hampain       | journaliste Kinnunen |
| 2019–2021            | Aikuiset             | mère de Oona         |
| 2020                 | Sunnuntailounas      |                      |

### Téléfilms
| Année | Titre                                  | Rôle           |
| ----- | -------------------------------------- | -------------- |
| 1984  | Yö saapuu kaupunkiin                   | tyttö          |
| 1987  | Uusi Iloinen Teatteri: Maitoa, maitoa! | NC             |
| 1987  | Viimeinen ilta                         | Seija          |
| 1988  | Me kaksi                               | Leena          |
| 1991  | Kuolleita unelmia                      | Taina Salminen |
| 1993  | Sotapoika                              | Kaarina        |
| 2000  | Sano Oili vaan                         | Oili Lumme     |

### Courts métrages
| Année | Titre                   | Rôle                        |
| ----- | ----------------------- | --------------------------- |
| 1986  | Enkelipeli              | Kristiina Kinnunen, ”Krisi” |
| 1988  | Lauran huone            | Laura Silvennoinen          |
| 1992  | Kuvia kuolemasta        | maquilleuse                 |
| 1997  | Skin Deep               | épouse                      |
| 2016  | Halko                   | NC                          |
| 2016  | Luokkakokouksen jälkeen | Ulla                        |
| 2020  | Lasti                   | sage-femme                  |

### Documentaire
| Année | Titre      | Rôle       |
| ----- | ---------- | ---------- |
| 1990  | Aino Ackté | Aino jeune |

## Réalisatrice

### Films
| Année | Titre                             |
| ----- | --------------------------------- |
| 1997  | Emmin koti                        |
| 1999  | Greippi                           |
| 2002  | Pieniä eroja                      |
| 2004  | Kiltin yön lahjat                 |
| 2008  | Risto Räppääjä                    |
| 2010  | Risto Räppääjä ja polkupyörävaras |
| 2012  | Risto Räppääjä ja viileä Venla    |
| 2018  | Puluboin ja Ponin leffa           |

### Télévision
| Année | Titre       |
| ----- | ----------- |
| 2005  | Pääroolissa |

## Théâtre
| Année | Pièce                             | Rôle          | Salle                    |
| ----- | --------------------------------- | ------------- | ------------------------ |
| 1991  | Oresteia                          | Orestes       | Théâtre Raivoisat Ruusut |
| 1991  | Lintu vai kala                    | Iira          | Théâtre national         |
| 1996  | KOM-teatteri 25 v. juhlakonsertti | esiintyjä     | KOM-teatteri             |
| 2017  | Masennuskomedia                   | mise en scène | Théâtre national         |
| 2020  | Menopaussi                        | NC            | Théâtre de Riihimäki     |

## Discographie

### Albums
- Secret Life   (1987, EMI )
- In the Sun   (1989, EMI)
- The Forgiving Circuit   (1993, Sonet , Polygram)
- Only Love   (2000, Edel Records )
- Mari Rantasila - Classics   (2000)
- Our Travel   (2001, Edel Records)
- Something's Over It's ...   (2003)
- Time Travel   (2004)
- Strange Dreams - Hector's Songs   (2008)

### Singles
- Lemmen aakkoset (1989)
- Juhlat salissa (1993)
- Hei me lennetään (1993)
- Neppari-Ari (1994)
- Kun taas sinut nähdä saan (2000)
- Ois vaan kiva tietää (2013)
- Hei Maija (2013)

## Prix et récompenses
- 2016, Jussi du second rôle féminin